# Estação Osgoode
Osgoode é uma estação do metrô de Toronto, localizada na secção University da linha Yonge-University-Spadina. Localiza-se no cruzamento da University Avenue com a Queen Street West. Osgoode não possui um terminal de ônibus/bonde integrado, e passageiros das linhas de superfície do Toronto Transit Commission que conectam-se com a estação precisam de um transfer para poderem transferirem-se da linha de superfície para o metrô e vice-versa. O nome da estação provém da Osgoode Hall, um prédio onde está sediado as cortes mais altas do Poder Judiciário da província de Ontário, a Court of Appeal e a Corte Superior.